# 스웨이 (음악 그룹)
스웨이는 대한민국의 음악 그룹이다. 2020년 싱글 앨범 [episode 1.]으로 데뷔했다.

## 공연
- G.WEST MUSIC FESTIVAL - 부천 (2022)